# زينيكس
زينيكس هو أحد إصدارات يونكس الذي كانت تبيعه وتروجه شركة مايكروسوفت قبل إصدار أنظمتها الأخرى الشهيرة للحواسب الشخصية.
وكانت تراخيص نظام يونكس تُزود من قبل معامل إيه تي آند تي وقد قدمت مايكروسوفت اتفاقيات بالنظام زينكس لأصحاب مصانع الحواسيب الذين هم بدورهم يستثمرونه لصالح أنظمتهم وكان الاستثمار الأول لنظام زينكس هو مع معالج Zilog Z8001 الذي يعمل على 16 بت .
استخدمت أيضا شركة Altos نسخة من نظام زينكس في حواسيبهم عام 1982 وشركة Tandy استخدمت نسخة من أجل معالجاتهم 68000 المبنية على النظم 68000 في عام 1983 ثم سارت على نهجهم شركة سانتا كروز أوبريشن من أجل معالجاتهم Intel 8086 .
أصبح نظام زينكس متعدد الألوان اعتبارا من إصداره السابع عن طريق أعضاء من شركة BSD سيطر زينكس سريعا على جميع التنصيبات المعتمدة على اليونكس للمعالجات من النوع X86 وذلك لشعبية هذه المعالجات بسبب رخص ثمنها ورغم كل ذلك فإن التوافقية بين النظام والمعالج تم من أجل حواسيب تاندي التي برهنت بأنها الأكثر قوة واستقرارا .
فقدت مايكروسوفت القدرة على ترويج زينكس عندما سجلت اتفاقية مع IBM لتطوير نظام التشغيل OS\2 وتنازلت مايكروسوفت عن حقوق ملكية النظام إلى شركة SCO عير اتفاقية حددت ملكية مايكروسوفت إلى 25 % من SCO ولكن استمرت مايكروسوفت باستخدام زينكس داخليا، إن إرسال ترميمات إلى إيه تي آند تي لدعم العمل في يونكس عام 1987 جعل الشيفرة زينكس تقترب رويدا رويدا من الشيفرة المصدر (SCO UNIX) وقد صرحت مايكروسوفت أنه مهما طالت المدة فإن حتى عام 1992 تستطيع أن تستخدم زينكس على حواسيب VAX المصغرة بشكل شامل عبر شركتهم.
تخلت شركة SCO عن نسخة زينكس التي تعمل معالجها Intel 80286 عام 1985 اعتمدت نسخة زينكس من أجل المعالجات 386 ذات الشريحة 32 بت وغيرت اسمه إلى SCO UNIX .